# 新規化学物質
新規化学物質（しんきかがくぶっしつ、英: new chemical entity、NCE）は、米国食品医薬品局（FDA）によると、連邦食品・医薬品・化粧品法第505条（b）に基づいて提出されたその他の申請で、FDAに承認された活性部分を含まない医薬品である。
新規分子化合物（しんきぶんしかごうぶつ、英: new molecular entity、NME）とは、これまでにFDAで承認されたことも、米国で販売されたこともない活性部分を含む医薬品のことである。

## 定義
活性部分（英: active moiety）とは、分子またはイオンの（付加部分を除いた）部分を指し、原薬の生理活性または薬理活性に関与するものである。原薬の不活性部分には、エステル、塩（水素結合や配位結合を有する塩を含む）、または他の非共有結合誘導体（錯体、キレート、クラスレートなど）が含まれることがある。
NCEとは、イノベーター企業が創薬の初期段階で開発した分子であり、臨床試験を経た後、何らかの疾患を治療する医薬品に転換される可能性をもっている。NCEの合成は医薬品開発プロセスの最初の段階である。NCEの合成が完了した後、企業には2つの選択肢がある。企業は、自社で臨床試験に進むか、他社にNCEをライセンス供与するかである。後者の場合は、ライセンスを供与された企業がさらに臨床試験を行い、その後に医薬品を発売するため、企業は費用と時間がかかる臨床試験のプロセスを回避できる。このビジネスモデルを採用する企業は、NCEに対して巨額の一度限りの支払いを受けるとともに、ライセンスを供与された企業と収益分配契約を締結することで、高い利益を生み出すことができる。
2007年のFDA改正法に基づき、すべての新規化学物質は、FDAがこれらの製品を承認する前に、まず初めに諮問委員会の審査を受けることが必要である。

## 参照項目
- 分子実体
- 医薬品化学
- 医薬品開発